# Râul Uria
Râul Uria este un curs de apă, afluent al râului Olt și străbate, înainte de vărsare, localitatea Câinenii Mari. Are lungimea de aproximativ 16 km. De remarcat este faptul că, în anii '70, debitul acestui pârâu a fost diminuat semnificativ (cu circa 70 %), fiind captat subteran și direcționat pentru a alimenta lacurile de acumulare Jidoaia și Vidra aflate pe râul Lotru. 